# 火星15彈道飛彈
火星15洲际彈道導彈是北朝鲜开发的一种洲际弹道导弹。它的首次试射是在本地时间2017年11月28日凌晨3时左右，北朝鲜宣布發射成功，射高達到4,475公里，水平距離950公里，估計常規水平發射射程約13,000公里。如果不算入火星14彈道飛彈（射程約9,700公里），这是朝鲜研制的第一枚實戰用洲际弹道导弹，能够在攜帶核武彈頭的重量下覆盖美国本土，理论上可以包括华盛顿特区。

## 簡介
火星15洲际彈道導彈的開發工作在很長一段時間內都不為外界所知，2017年11月28日北韓發射一枚洲際彈道飛彈，飞行距离50分钟后约1,000公里後落入日本海海域。韩国及日本軍方表示导弹飞行高度估计达到4,000公里，从导弹的飞行轨迹看是一枚洲际弹道导弹。起初，許多分析家認為是同年7月首次試射的火星14彈道飛彈。然而，北韓政府其後隨即發布了發射視頻，展示了一種全新的導彈，推翻了先前的估計。
北韓稱導彈達到了大約 4,475 公里的高度後向下飛行了 950 公里，總飛行時間為 53 分鐘，與日韓的評估基本符合。根據導彈的軌跡和距離，估計射程將超過13,000公里，足以覆盖美国本土。儘管有學者表示這應該是最大載荷，實際在攜帶核彈頭後有效射程應會下降，但估計即使有效射程下降，大部分美國城市及重要的美國盟友還是位於導彈的理論射程之內。
2022年11月7日，北韓官媒《勞動新聞》引述軍方說法，為反制美韓軍演北韓試射了多種導彈，其中火星15型洲際彈道飛彈疑似在3日發射。